# Инъекционные имплантаты
Инъекционные имплантаты, или филлеры (англ. «to fill» — «заполнить») — инъекционные препараты, позволяющие выполнять контурную пластику без хирургического вмешательства.

## Цели применения филлеров
Филлеры представляют собой вязкую и пластичную суспензию, схожую по структуре с жидким гелем, и предназначаются для:
- коррекции морщин и глубоких складок;
- восстановления утраченных объёмов мягких тканей.

## Биодеградируемые филлеры
Большинство биодеградируемых филлеров в качестве основного действующего вещества содержат гиалуроновую кислоту. Положительный эффект после инъекций таких филлеров может сохраняться от 3—4 месяцев до года—двух лет.

### Филлеры на основе гиалуроновой кислоты
Филлеры на основе синтезированной гиалуроновой кислоты бывают:
1. Монофазными — состоят из молекул гиалуроновой кислоты одного размера. Отличаются пластичностью и легкостью применения.
2. Бифазными — содержат гиалуроновую кислоту разной молекулярной массы и с разным размером молекул.

### Биодеградируемые филлеры
К биодеградируемым филлерам относят препараты на основе:
- коллагена:

1. бычьего;
2. свиного;
3. человеческого.

- гиалуроновой кислоты неживотного происхождения (способы ферментации для получения гиалуроновой кислоты с использованием различных штаммов бактерий). Филлеры на основе гиалуроновой кислоты животного происхождения не используются в настоящее время;
- аутологичных тканей пациента, посредством аутотрансплантации;
- полимолочной кислоты.

## Перманентные и синтетические филлеры

### Перманентные филлеры
Постоянные (небиодеградируемые) филлеры — гели на основе синтетических полимеров, которые в зависимости от основного вещества делятся на:
- Акриловые
- Силиконовые.
- Полиакриламидные
- Алкиламидные
- Трифосфат натриевые

### Синтетические филлеры
Синтетические филлеры представляют собой полиметилметакрилат в коллагене, который выступает как транспортная среда. Большинство наполнителей этого класса запрещены в некоторых странах ЕС и в США из-за высокого риска осложнений и побочных эффектов.

## Биосинтетические филлеры
Биосинтетические — промежуточный, переходный класс наполнителей. Сюда относятся филлеры, состоящие как из натуральных, так и искусственных компонентов. Подразделяются на группы в зависимости от основного действующего вещества.
- Синтетическая поли L молочная кислота. Обладает хорошей биосовместимостью, поскольку при её производстве используются ткани человека.
- Кальция гидроксиапатит. Естественным образом содержится в костной и зубной тканях. Эти филлеры считаются биодеградируемыми, однако данный факт требует дополнительных исследований.